# Antipsara
Antipsara (grekiska: Αντίψαρα) är en liten obebodd grekisk ö i Egeiska havet. Den ligger omkring 3 km väster om ön Psara, som har givit den dess namn, i prefekturen Chios. På grund av dess geografi är ön otillgänglig från norr och väster. Det finns tecken på en bosättning under den grekiska och romerska antiken. Under osmanskt styre tjänstgjorde ön som hamn. I modern tid går det turistresor hit från Psara sommartid. Den lilla kyrkan Sankt Johannes (Άγιος Ιωάννης) på öns östra sida besöks i augusti av pilgrimer.
På ön häckar toppskarv (Phalacrocorax aristotelis), eleonorafalk (Falco eleonorae), gulnäbbad lira (Calonectris diomedea) och medelhavslira (Puffinus yelkouan).